# Tall Daww
Tall Daww, Taldu (arab. تل دو) – miasto w Syrii, w muhafazie Hims. W 2004 roku liczyło 15 727 mieszkańców.